# Katre Ligi
Katre Ligi (mit bürgerlichem Namen Katre Runnel, * 18. August 1953 in Tartu) ist eine estnische Lyrikerin.

## Leben
Katre Ligi machte 1971 in Tartu Abitur und studierte danach an der Universität Tartu estnische Philologie. Nach ihrem Diplom (1976) arbeitete sie einige Monate in einer öffentlichen Bibliothek. Danach war sie freiberuflich als Redakteurin und Lektorin tätig.
Katre Ligi ist verheiratet mit dem Schriftsteller Hando Runnel. Ihr Vater war der Historiker Herbert Ligi, der estnische Politiker Jürgen Ligi ist ihr Bruder. Sie ist zudem (über ihre Mutter) eine Enkeltochter des bekannten estnischen Archäologen Harri Moora und seiner Frau Aliise.

## Literarisches Werk
Katre Ligi dichtete bereits als Schülerin und publizierte in Schulalmanachen. Ihren ersten Gedichtband legte sie 1978 vor. Er wurde als „lyrisches Tagebuch“ freundlich von der Kritik begrüßt. Es folgten, sparsam dosiert, weitere Gedichtbände, die von einem persönlichen Ton gekennzeichnet sind und häufig Kinder und Mutterschaft zum Thema haben. In ihrer späteren Dichtung wurde ihr zusehende Reife attestiert und sogar Vergleiche zu Betti Alver oder Juhan Viiding gezogen.

## Bibliografie
- Kõigest ei kõnni ära ('Man kann nicht allem davonlaufen'). Tallinn: Perioodika 1978. 46 S. (Loomingu Raamatukogu 40/1978)
- Aeg augustit ära saata. Luuletusi ('Zeit den August fortzuschicken. Gedichte'). Tallinn: Eesti Raamat 1988. 126 S.
- Maastike muutumist ('Veränderung der Landschaften'). Tartu: Ilmamaa 2004. 140 S.
- Naabrivalve. ('Nachbarschaftsaufsicht') Trt: Ilmamaa 2006. 159 S.

## Sekundärliteratur
- Karl Muru: Kujutlusdialoog, in: Looming 2/1979, S. 293–295.
- Ülle Kahusk: Vist teab sedasama tunnet, in: Keel ja Kirjandus 2/1989, S. 118.
- Kadri Tüür: Varjus, in: Looming 10/2004, S. 1577–1578.
- Karl Muru: Oodatud… ja üllatavt, in: Keel ja Kirjandus 10/2004, S. 781–782.
- Julius Ürt: Üksi ja paljukesi elulembuses, in: Looming 3/2007, S. 458–460.